# Alma Montenegro
Alma Montenegro de Fletcher (Ciudad de Panamá, 1934) es una abogada panameña que ha fungido por más de tres décadas en el servicio judicial, destacándose como Procuradora General de la Administración.
Cursó sus estudios en la Escuela Normal de Santiago de Veraguas y se graduó como licenciada en Derecho en la Universidad de Panamá en 1961. 
Desempeñó varios cargos públicos como jueza y fiscal (Juez Tercera Municipal en lo Civil; Juez Séptima de Circuito en lo Penal; Juez del Tribunal Tutelar de Menores; Secretaria de la Fiscalía Tercera de Circuito y Fiscal Superior Interina del Primer Distrito) antes de ser designada Procuradora General de la Administración durante el gobierno de Ernesto Pérez Balladares entre 1995 y 2004. En marzo de 2005 fue designada por el presidente Martín Torrijos como Directora del Consejo Nacional de Transparencia contra la Corrupción, cargo que mantendría hasta 2009.
Dentro del ámbito del derecho familiar, promovió las reformas a la Constitución de 1972 sobre la responsabilidad del Estado en el fortalecimiento de la familia, y en 1984 se involucró en la creación del primer Código de la Familia.
Es integrante de diversas organizaciones profesionales y cívicas, entre ellas la Federación Interamericana de Abogados; la Unión Nacional de Abogadas Panameñas; la Asociación de Mujeres Universitarias de Panamá; la Asociación de Egresados de la Universidad de Panamá; el Colegio de Abogados de Panamá y el Centro para el Desarrollo de la Mujer. Adicionalmente es autora de diversos artículos y libros jurídicos en temas de la mujer y la familia.
En el ámbito internacional es Asesora del Comité Contra la Discriminación de la Mujer de la Organización de las Naciones Unidas y miembro del Tribunal Administrativo de la Organización de los Estados Americanos desde 2004.